# 加尔唐普河畔贝西讷
加尔唐普河畔贝西讷（法語：Bessines-sur-Gartempe，法語發音：[bɛsin syʁ ɡaʁtɑ̃p]）是法国新阿基坦大区上维埃纳省的一个市镇，属于贝拉克区。

## 地理
加尔唐普河畔贝西讷（46°6'32"N, 1°22'6"E）面积55.41 平方千米，位于法国新阿基坦大区上维埃纳省，该省份为法国中西部省份，北起顺时针与安德尔省、克勒兹省、科雷兹省、多爾多涅省、夏朗德省和维埃纳省接壤。
与加尔唐普河畔贝西讷接壤的市镇（或旧市镇、城区）包括：弗罗芒塔勒、里瓦利耶河畔贝尔萨克、沙托蓬萨克、福勒、拉泽、圣阿芒马尼亚泽、圣帕尔杜勒拉克。

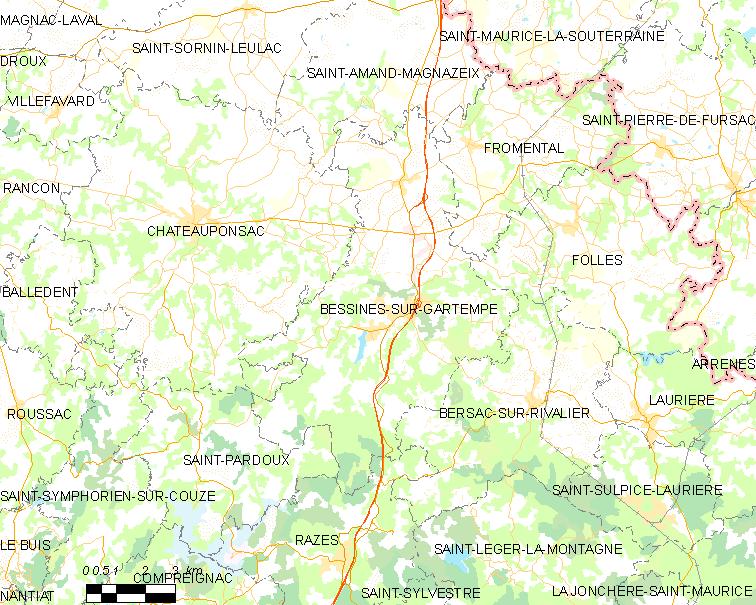
加尔唐普河畔贝西讷的OSM定位图

加尔唐普河畔贝西讷的时区为UTC+01:00、UTC+02:00（夏令时）。

## 行政
加尔唐普河畔贝西讷的邮政编码为87250，INSEE市镇编码为87014。

## 政治
加尔唐普河畔贝西讷所属的省级选区为昂巴扎克县。

## 人口

1962-2008年间加尔唐普河畔贝西讷人口变化图示

加尔唐普河畔贝西讷于2022年1月1日时的人口数量为2739人。